# Chrístos Mántikas
Chrístos Mántikas (grec moderne : Χρήστος Μάντικας ; né en 1902 à Chios et mort le 6 juin 1960 à Athènes) est un athlète grec, spécialiste du 400 m haies. 

## Biographie
Il remporte la médaille de bronze du 400 m haies lors des championnats d'Europe de 1934, à Turin, devancé par l'Allemand Hans Scheele et le Finlandais Akilles Järvinen.
Il se classe sixième du 400 m haies lors des Jeux olympiques de 1936, à Berlin.

### Palmarès
| Date | Compétition           | Lieu   | Résultat | Épreuve     | Performance |
| ---- | --------------------- | ------ | -------- | ----------- | ----------- |
| 1934 | Championnats d'Europe | Turin  | 3e       | 400 m haies | 54 s 9      |
| 1936 | Jeux olympiques       | Berlin | 6e       | 400 m haies | 54 s 2      |

### Records
| Épreuve     | Performance | Lieu | Date |
| ----------- | ----------- | ---- | ---- |
| 400 m haies | 53 s 4      |      | 1932 |